# Aidamir Mugu
Aidamir Chisirowitsch Mugu (russisch Айдамир Хизирович Мугу; bürgerlich: Айдамир Хизирович Мугуев, Aidamir Chisirowitsch Mugujew; * 17. April 1990 in Maikop, Adygeijisches Autonomes Gebiet, Sowjetunion) ist ein russisch-adygeischer Sänger.

## Karriere
Aidamir Mugu kam als Sohn des Unternehmers Chisir und dessen Ehefrau Nura in der adygeischen Hauptstadt Maikop zur Welt. Der Musiker erlangte im Sommer 2005 größere Bekanntheit, als er in Zusammenarbeit mit dem Akkordeonisten Aslan Tlebzu das Lied Чёрные глаза (Tschornyje glasa, deutsch: Schwarze Augen) in russischer Sprache aufnahm.
Tschornyje glasa wurde ein großer Erfolg in Russland. Mugu singt hauptsächlich über seine kaukasische Heimat. Seine Hits wie Fatima und Kawkas bekamen ebenfalls Aufmerksamkeit. Im Jahr 2011 kam sein Album Чёрные глаза-2 (Tschornyje glasa-2, deutsch: Schwarze Augen 2) heraus. 2012 folgte die Veröffentlichung von Любимая моя (Ljubimaja moja, deutsch: Meine Liebste).

## Diskografie
- 2005: Чёрные глаза (Chernye glaza, Tschjornyje glasa)
- 2011: Чёрные глаза 2 (Chernye glaza 2)
- 2012: Любимая моя (Lyubimaya moya)
- 2016: Дежавю (Dezhavu, Déjà-vu)